# Universidad de Montpellier
La Universidad de Montpellier es una de las más antiguas de Francia; la ciudad fue uno de los principales centros del saber del medievo francés. La universidad fue fundada en 1220 por el cardenal Conrad y confirmada por el papa Nicolás IV en una bula en 1289. La universidad fue suprimida durante la Revolución francesa y restablecida en 1896.
Actualmente, Montpellier cuenta con tres universidades herederas de la pionera y con diversas escuelas politécnicas superiores, públicas y privadas.  

## Universidad Montpellier I
Artículo principal: Universidad Montpellier I
Está localizada en el centro de la Región Languedoc-Rosellón y fue fundada en 1289. Aproximadamente con 51.000 estudiantes. le ha correspondido el manejo de las áreas del saber que representan sus 17 facultades además de sus Unidades de Formación e Investigación (UFR).
Cuenta con:
- Siete Unidades de Formación e Investigación (UFR) 
  - Derecho
  - Ciencias Económicas
  - Administración Económica y Social
  - Medicina
  - Farmacia
  - Odontología
  - Ciencias
  - Técnicas de Actividades Físicas y Deportivas
- Dos institutos
  - Instituto de Ciencias Empresariales y de Dirección
  - Instituto de Preparación a la Administración General

## Universidad Montpellier II
Encargada de las áreas técnicas y tecnológicas, cuenta con cerca de 50 laboratorios que se reagrupan en 10 departamentos de investigación, donde trabajan más de 2500 personas. 
Participan también más de 15 000 estudiantes en 7 unidades:
- Unidad de Formación en Investigación de las Ciencias (Facultad de Ciencias)
- Instituto Universitario de Formación de Maestrías(IUFM)
- 3 Institutos Universitarios de Tecnología
  - IUT de Montpellier
  - IUT de Nîmes
  - IUT de Béziers que ofrecen 13 especialidades
- Escuela Politécnica Universitaria de Montpellier (l'Ecole Polytechnique Universitaire de Montpellier - POLYTECH'M)
- Instituto de competencias científicas y de administración (l'Institut d'Administration des Entreprises -IAE)

## Universidad Montpellier III
Universidad Montpellier III también llamada Universidad Paul-Valéry, con campus universitarios en Montpellier y en Beziers cuenta con cerca de 16.000 estudiantes (en 2008). Ofrece licenciaturas, licenciaturas profesionales y másteres, además de múltiples convenios de formación con universidades de diversas nacionalidades.